# فرانسیس باگز

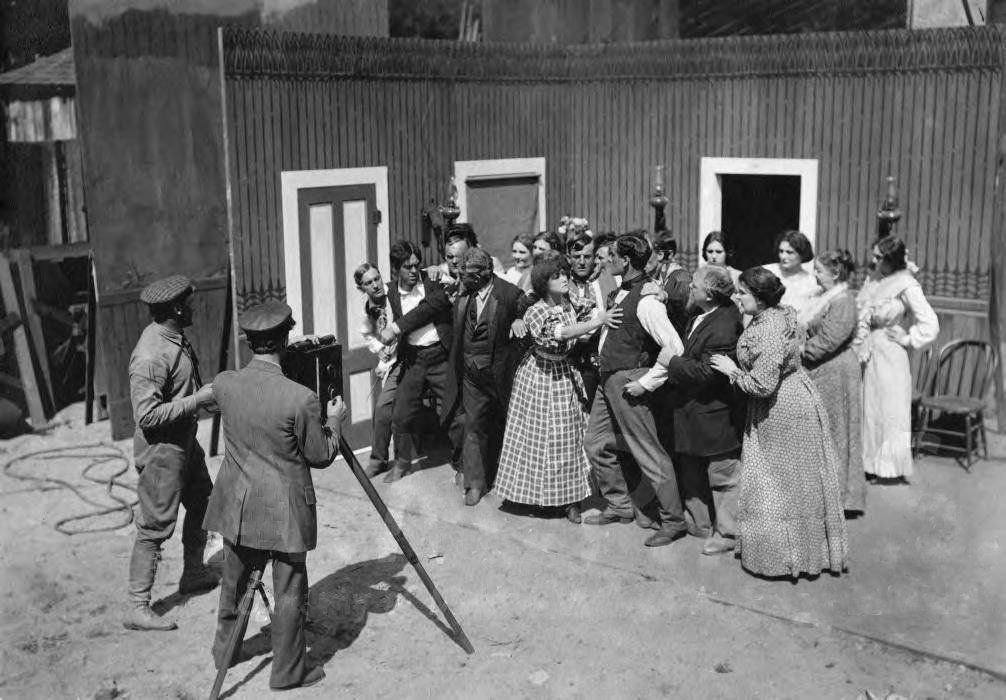
فرانسیس باگز، در حال هدایت بازیگران حین فیلم‌برداری، ۱۹۱۰ میلادی.

فرانسیس وینتر باگز (انگلیسی: Francis Winter Boggs؛ مارس ۱۸۷۰ – ۲۷ اکتبر ۱۹۱۱) یک بازیگر صحنه، فیلم‌نامه‌نویس و از پیشگامان کارگردانی فیلم صامت آمریکا بود. وی از نخستین کارگردانان فیلم هالیوود به شمار می‌آید.
وی در سانتا روزا، کالیفرنیا متولد شد. والدینش جورج دبیلو. باگز و آلاباما مک‌مینز بودند.
باگز در ۲۷ اکتبر ۱۹۱۱ به ضرب گلوله کشته شد.
از فیلم‌های او می‌توان به بچۀ بن اشاره کرد.